# 大卫·杜鲁门
大卫·比克内尔·杜鲁门（英文：David Bicknell Truman，1913年6月1日—2003年8月28日）是一位20世纪美国知名政治科学家，因对政治多元化理论的贡献而闻名于世，曼荷莲学院第15任院长，任期為1969年至1978年。他还因在1968年哥倫比亞大學學生抗議運動期间担任哥伦比亚大学副校长而闻名。在示威抗议学生与校方对峙谈判的过程中，时任副哥大校长的杜鲁门被外界看作对学生群体同情并一定程度上支持的管理层。

## 人物生平
大卫·杜鲁门出生于美国伊利诺伊州的埃文斯顿并成长于斯，在阿默斯特学院取得了文学学士学位，随后获得了芝加哥大学的政治学博士学位。在此后的生涯中，杜鲁门先后在康奈尔大学、哈佛大学、耶鲁大学、威廉姆斯学院以及哥伦比亚大学等校任教。

## 学术成就
杜鲁门与罗伯特·达尔、西摩·马丁·李普赛特一起被看做20世纪美国研究多元主义政治理论和利益集团政治过程最重要的学者。杜鲁门在20世纪50年代出版的《政治过程：政治利益与公共舆论》不仅为他赢得了巨大的学术声望，还开创了政治科学利益集团研究方向的先河，为日后“集团理论”在美国学术界的发展奠定了基础。另外，杜鲁门在该著作中不仅提出了利益集团研究理论，还启动了政治科学“过程”研究方法，成为二十世纪五六十年代行为主义政治学的代表著作。相对于以往的政治研究方法，行为主义政治学较少考虑“政治应当是什么”之类的问题，而将焦点集中在“政治实际上是什么”这样的疑问。因而与之对应的是，政治学研究方法也发生了一次重大转变，从主要对“法律范式”的关注转移到对“过程”的探究。相对于传统的“法律制度研究范式”，“过程研究”着重于依靠可观察到的现象和行为，通过科学的、经验的和定量的分析和建模，来研究政治现象。这样一种不同于过去的研究方法使得政治学由“政治哲学”逐渐地转变成“政治科学”。

## 主要作品
- 《行政分权》
- 《政治过程：政治利益与公共舆论》
- 《国会政党》